# Tulipa doerfleri
Tulipa doerfleri ist eine seltene Pflanzenart aus der Gattung der Tulpen (Tulipa) in der Familie der Liliengewächse (Liliaceae). Die Eigenständigkeit der Art wird teilweise nicht anerkannt, da sie mit Tulipa orphanidea nah verwandt ist.

## Merkmale
Tulipa doerfleri ist eine ausdauernde krautige Pflanze, die Wuchshöhen von 10 bis 30 Zentimetern erreicht. Dieser Geophyt bildet Zwiebeln als Überdauerungsorgane aus. Die Blätter sind rinnig, dunkel, ihre Oberseite ist mattgrün. Das unterste Blatt ist bis zu 16 Millimeter breit. Die Blütenblätter sind 30 bis 50 Millimeter groß, eiförmig, stumpf, spatelig, am Grund zusammengezogen und dunkelrot gefärbt. An ihrer Innenseite befindet sich am Grund ein dunkler Fleck, an der Außenseite ist der Grund grün.
Die Blütezeit reicht von April bis Mai.

## Vorkommen
Tulipa doerfleri ist auf Kreta im Regionalbezirk Rethymno endemisch. Die Art wächst in Äckern und auf Brachland in Höhenlagen von 400 bis 800 Meter, speziell im Bereich der Hochebene Gious Kambos. Es wurde nur vegetative Vermehrung beobachtet, was das sehr beschränkte Verbreitungsgebiet erklären könnte.

## Taxonomie
Tulipa doerfleri wurde 1916 von Michel Gandoger in Fl. Cret. 102, n.° 1814 erstbeschrieben. Nach POWO ist sie ein Synonym von Tulipa orphanidea Boiss. ex Heldr.